# Eftertrupp
Eftertrupp, eller arriärgarde (vanligare förr), är en militär term vid förflyttning. Det avser de förband som förflyttar sig sist.
Vid anfall anländer de sist och utgör en reserv som kan sättas in för att stärka anfallet eller påbörja anfall vid en annan plats eller i annan riktning. Vid reträtt är eftertruppen de förband som skyddar tillbakadragningen, det vill säga i det längsta håller stridskontakt med den framryckande fienden. 
Historiskt har befälet för eftertruppen vid reträtt haft stort ansvar. En genombrytning eller inringning av eftertruppen kan leda till att övriga förbands tillbakadragande övergår i ren flykt från slagfältet. 